# 丹生川インターチェンジ
丹生川インターチェンジ（にゅうがわインターチェンジ）は、岐阜県高山市で事業中の中部縦貫自動車道（高山清見道路）のインターチェンジである。名称は仮称である。

## 接続する道路
- 国道158号（予定）

## 歴史
- 2013年（平成25年）11月15日 : 丹生川IC - 高山IC間の工事着手を開始[1]。
- 未定 : 丹生川IC - 高山IC間開通に伴い供用開始予定。

## 隣
E67 中部縦貫自動車道（高山清見道路）
丹生川IC（事業中） - 高山IC